# طاووسک سرخاکستری

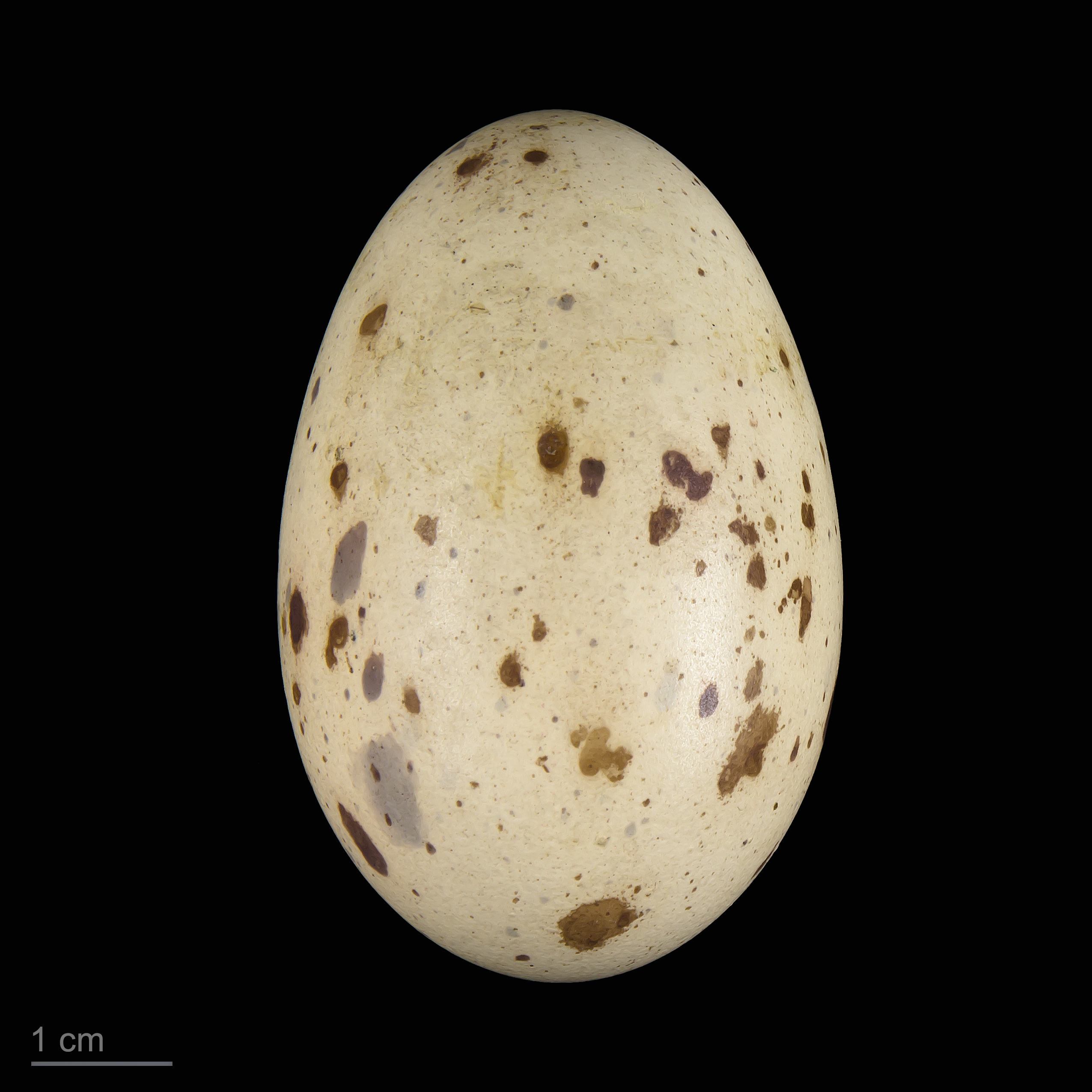
Porphyrio poliocephalus

طاووسک سرخاکستری (نام علمی: Porphyrio poliocephalus) نام یک گونه از سرده طاووسک‌ها است.
در ایران، این پرنده بومی گیلان و مازندران، جلگه خوزستان و سیستان است.

### حفاظت از طاووسک
در سال‌های اخیر؛ به سبب تخریب نیزارهای محل زیست و شکار بی‌رویه؛ جمعیت این پرنده کاهش چشمگیری پیدا کرده‌است. به همین سبب، پیشنهاد می‌شود، در زمرهٔ پرندگان حمایت شده اعلام شود، تا تحت کنترل بیشتری، قرار گیرد.
همچنین طاووسک در گیلان به‌خاطر خشک‌شدن نیزارها و شکار بی‌رویه در معرض خطر انقراض قرار گرفته‌است و شکار آن ممنوع است.و در سیستان نیز به دلیل خشکسالی و خشک شدن دریاچه هامون و نیزارهای آن، جمعیت این پرنده در این منطقه بسیار کاهش یافته‌است.

## زیستگاه طاووسک
این پرنده در تالاب‌های با نیزارهای وسیع و حاشیهٔ دریاچه‌های با پوشش گیاهی انبوه به سر برده و در نیزارها آشیانه می‌سازد. در ایران بومی و نسبتاً فراوان است؛ اما عمدتاً در تالاب‌های شمال، دریاچهٔ هامون و تالاب‌های فارس دیده می‌شود.